# Honda RA106
Chronologie des modèles (2006)
Honda RA302 Honda RA107
La Honda RA106 est la monoplace de Formule 1 de l'écurie Honda Racing F1 Team engagée au cours de la saison 2006 de Formule 1. Elle est pilotée par l'Anglais Jenson Button et le Brésilien Rubens Barrichello. Les pilotes d'essais sont les Anglais Anthony Davidson et James Rossiter et l'Américain Marco Andretti.

## Historique
Après 38 ans d'absence en tant que constructeur complet sur les circuits de Formule 1, 2006 marque le retour de Honda dans cette discipline, via le rachat de British American Racing. La stratégie du constructeur japonais apparaît cohérente, dans une optique de lutte avec le rival Toyota, et de plus prometteuse, car le constructeur se donne les moyens de ses ambitions : la structure BAR, compétitive depuis 2004, est familière aux Nippons et l'arrivée de Rubens Barrichello en complément de Jenson Button représente un tandem compétitif.
Lors des essais d'intersaison, Anthony Davidson signe à Barcelone le meilleur chrono de l'intersaison. Le premier Grand Prix confirme la bonne forme des montures nippones : Button termine quatrième sur les talons du troisième Raïkkönen, après s'être élancé de la troisième position sur la grille. Son coéquipier y figurait lui en sixième place et ne termine que quinzième, victime de la perte d'un rapport de boîte.
En Malaisie, Button et sa RA106 n'échouent qu'à 146 millièmes de Giancarlo Fisichella pour la pole position, quand Barrichello, victime d'une avarie moteur, doit s'élancer de la dernière ligne de la grille. Après une course courageuse, Button termine sur la dernière marche du podium, derrière les deux Renault, quand Barrichello n'arrive toujours pas à s'adapter à sa RA106, dixième à un tour de Fisichella. Les choses semblent s'être améliorées durant les deux semaines séparant les Grands Prix de Malaisie et d'Australie, puisque Jenson Button signe la pole position devant les deux Renault R26 de Giancarlo Fisichella et Fernando Alonso, Barrichello, lui, est dix-septième. Après une course mouvementée, marquée par dix abandons, dont celui de Button, sur casse moteur, à dix mètres de la ligne d'arrivée alors qu'il était cinquième, seul Barrichello, au terme d'une course anonyme marque ses deux premiers points. Le Britannique  voit Alonso s'envoler au championnat des pilotes au terme de la tournée pré-européenne. On n'avait pas vu une telle malchance depuis Mika Häkkinen au Grand Prix d'Espagne 2001. L'équipe expliquera après la course que cet abandon a été calculé pour permettre à Button de garder toutes ses chances pour le Grand Prix suivant, à Saint-Marin.
Le pilote britannique ne cache d'ailleurs pas ses ambitions pour le rendez-vous italien et le début du week-end semble lui donner raison puisqu'il se qualifie en deuxième position derrière Michael Schumacher, devant son équipier Rubens Barrichello, enfin à son avantage au volant de la RA106. Malheureusement ces belles performances ne seront que feu de paille car ayant choisi une stratégie à trois arrêts, les monoplaces japonaises sombreront au fil de la course dans le classement : Button septième, Barrichello dixième. Les espoirs de victoire pour la suite de la saison s'amenuisent, d'autant plus que l'image laissé par l'équipe n'est pas des plus reluisantes après une grosse erreur d'un mécanicien lors de l'arrêt de Jenson Button, levant la "sucette" trop tôt, conduisant Button à arracher le tuyau de la machine de ravitaillement.
En Allemagne, sur le Nurburgring, les deux pilotes ont à cœur de réparer ces errements. Les qualifications seront bonnes mais moins qu'à l'accoutumée, Barrichello quatrième et Button sixième, ce qui s'explique par un changement de tactique de l'écurie, qui décide de plus charger les RA106 en carburant lors des qualifications pour moins les pénaliser en course. Celle-ci sera assez discrète pour les deux monoplaces, Button terminant sur le bas-côté, moteur explosé, et Barrichello terminant à la cinquième place. En Espagne, le Brésilien devance pour la seconde fois consécutive son équipier en qualifications, mais sera dominé en course, tandis que l'inexorable chute du standing des monoplaces japonaises se confirme, le podium apparaissant illusoire à la régulière. Honda conforte cependant sa quatrième place au général, et revient légèrement sur McLaren.
En Principauté, Barrichello confirme sa prise de pouvoir au sein de l'écurie japonaise, se qualifiant devant Button pour la troisième fois consécutive, et terminant quatrième, manquant le podium à cause d'un stupide dépassement de la vitesse limite dans les stands. Button, quant à lui, fut totalement transparent : qualifié treizième, il termine onzième à un tour de son équipier. Et le calvaire se poursuivit sur les terres de l'Anglais : le brillant pilote des derniers mois et années est méconnaissable : qualifié dix-neuvième, Seul Franck Montagny et Takuma Satō sur Super Aguri ont été moins rapides que lui. Cette contre-performance s'explique par un appel au pesage qui a empêché le Britannique de signer un deuxième tour. Mais avec son coéquipier en sixième position, qui le devance pour la quatrième fois consécutive, la conjoncture est dure pour Jenson. En course, le Britannique attaque tant et plus et remonte dans le classement jusqu'à ce que son moteur le lâche. Son coéquipier n'aura quant à lui pas pu conserver la bonne place acquise en qualifications, glissant à la dixième position.

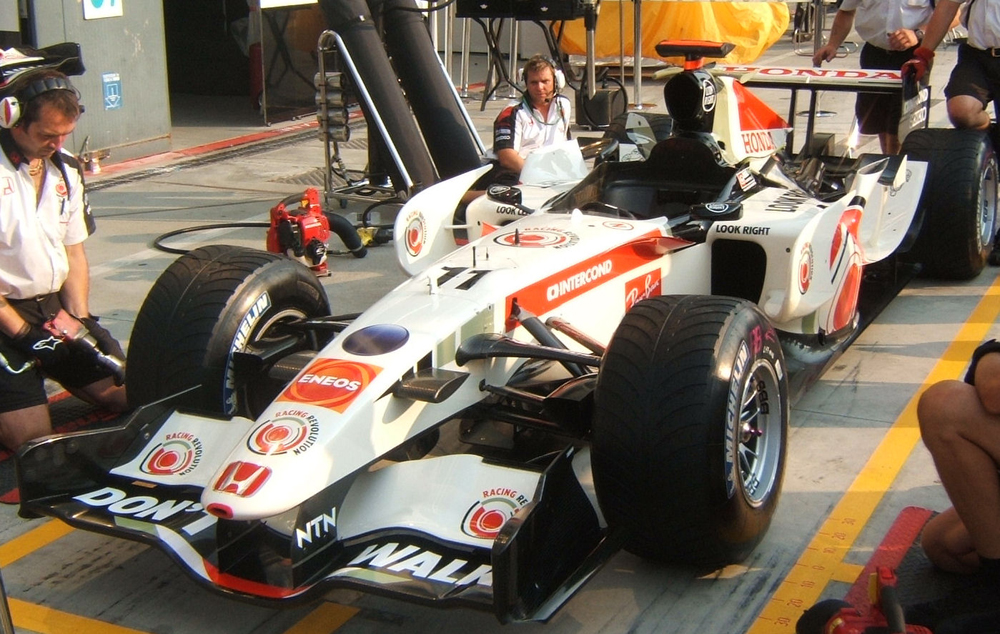
Devant le stand Honda lors du Grand Prix d'Italie 2006.

Cette chute des performances des monoplaces japonaises se poursuivit au Canada puisque bien que qualifiées en huitième et neuvième positions, Button et Barrichello sont dominés par BMW Sauber, Toyota et même des Red Bull.  Aux États-Unis, sur le circuit d'Indianapolis, les RA106 sont quatrième (Barrichello) et septième (Button) sur la grille. Cependant l'expérience du début de saison a appris à la concurrence à ne pas se méfier des performances des Honda lors des essais, celles-ci étant généralement incapables de suivre le même rythme en course.
C'est ce qui se passera aux États-Unis, Button étant éliminé après le carambolage du premier tour et Barrichello prenant les trois points de la sixième place. Résultat appréciable partout ailleurs, mais lors d'un Grand Prix où seulement neuf voitures ont passé la ligne d'arrivée, on peut commencer à s'inquiéter chez Honda. Et le GP de France ne rassurera personne au sein de l'équipe japonaise : treizième et dix-septième sur la grille, Barrichello et Button abandonneront, tandis que Toyota, adversaire numéro un de Honda, poursuit sa montée en puissance.
En Allemagne, la situation s'améliore puisque Button est quatrième sur la grille, deux places devant Barrichello. Si ce dernier abandonnera sur un problème mécanique assez tôt, Button se classe quatrième, derrière les deux Ferrari et la McLaren de Raïkkönen mais devant les deux Renault. En Hongrie, ce retour en forme sera concrétisé de façon inespérée puisque sous le déluge Button offre à Honda sa première victoire en Grand Prix depuis son retour, et la sienne également, Barrichello se classant quatrième.

## Résultats en championnat du monde de Formule 1
| Saison | Écurie                            | Moteur          | Pneus    | Pilotes            | Courses | Courses | Courses | Courses | Courses | Courses | Courses | Courses | Courses | Courses | Courses | Courses | Courses | Courses | Courses | Courses | Courses | Courses | Points inscrits | Classement |
| Saison | Écurie                            | Moteur          | Pneus    | Pilotes            | 1       | 2       | 3       | 4       | 5       | 6       | 7       | 8       | 9       | 10      | 11      | 12      | 13      | 14      | 15      | 16      | 17      | 18      | Points inscrits | Classement |
| ------ | --------------------------------- | --------------- | -------- | ------------------ | ------- | ------- | ------- | ------- | ------- | ------- | ------- | ------- | ------- | ------- | ------- | ------- | ------- | ------- | ------- | ------- | ------- | ------- | --------------- | ---------- |
| 2006   | Lucky Strike Honda Racing F1 Team | Honda RA806E V8 | Michelin |                    | BAH     | MAL     | AUS     | SMR     | EUR     | ESP     | MON     | GBR     | CAN     | USA     | FRA     | ALL     | HON     | TUR     | ITA     | CHI     | JAP     | BRÉ     | 86              | 4e         |
| 2006   | Lucky Strike Honda Racing F1 Team | Honda RA806E V8 | Michelin | Rubens Barrichello | 15e     | 10e     | 7e      | 10e     | 5e      | 7e      | 4e      | 10e     | Abd     | 6e      | Abd     | Abd     | 4e      | 8e      | 6e      | 6e      | 12e     | 7e      | 86              | 4e         |
| 2006   | Lucky Strike Honda Racing F1 Team | Honda RA806E V8 | Michelin | Jenson Button      | 4e      | 3e      | 10e     | 7e      | Abd     | 6e      | 11e     | Abd     | 9e      | Abd     | Abd     | 4e      | 1er     | 4e      | 5e      | 4e      | 4e      | 3e      | 86              | 4e         |

Légende : ici 